# 道の駅みつ

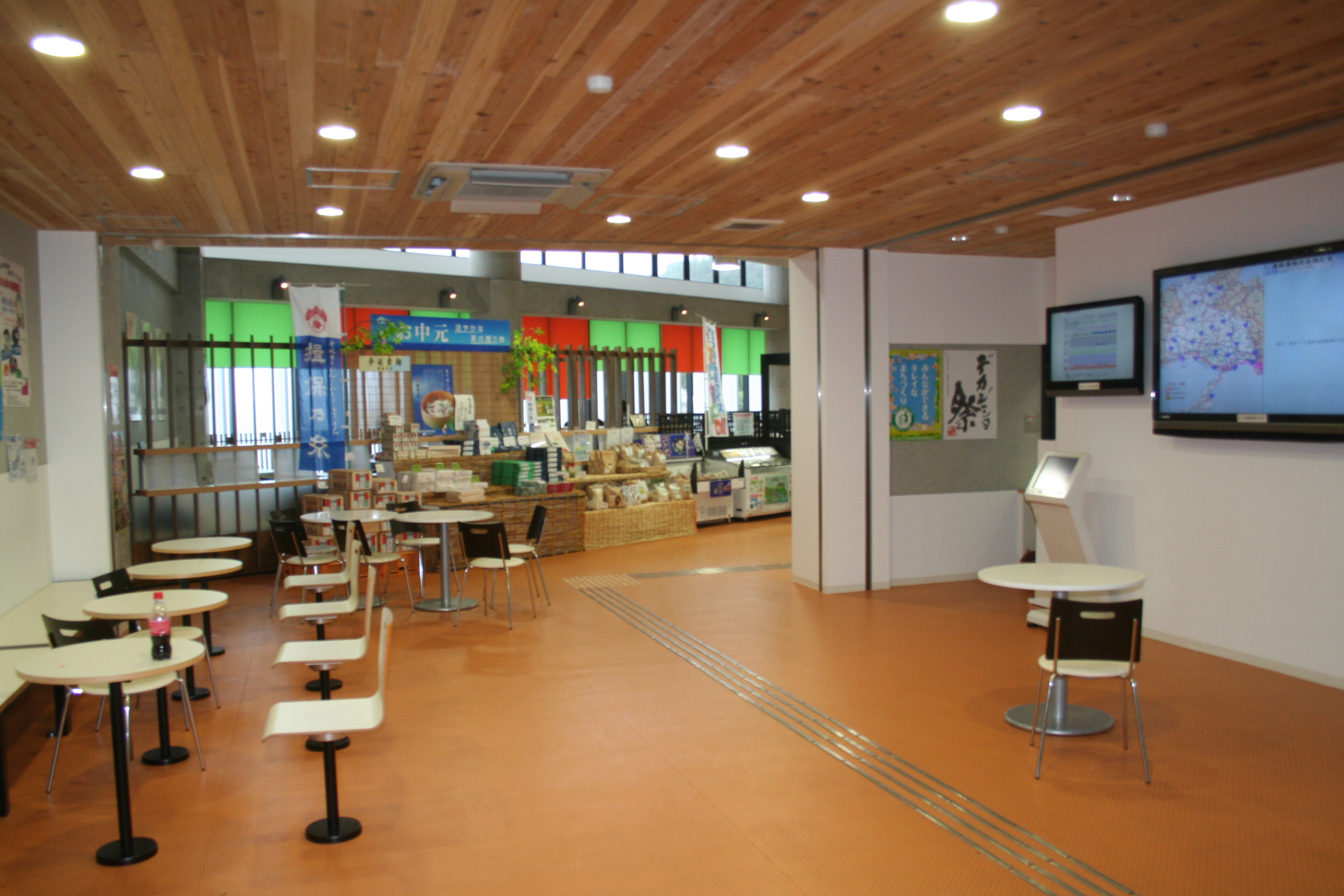
内部

道の駅みつ（みちのえき みつ）は、兵庫県たつの市にある国道250号の道の駅である。
2010年（平成22年）2月21日に開駅した。

## 施設
- 駐車場（大型車 6台・普通車108台）
- トイレ（いずれも24時間利用可能）
  - 男：6器
  - 女：4器
  - 身障者用：2器
- 公衆電話：1台
- 展望レストラン『魚菜屋（ととなや）』（90席）（11:00 - 19:00）
- 特産品売場（9:00 - 19:00）
- 授乳室（営業時間内のみ利用可）
- 展望広場
- 体験学習室（当面はイベント時のみ開室）
- 休館日 水曜日・年末年始

### 管理団体
- 設置者：たつの市
- 指定管理者：（株）清交倶楽部

## 道路
- 国道250号
  - 国道250号の名所七曲りの東端に位置する。

## 周辺施設
- 綾部山梅林
- 新舞子海水浴場
- 室津